# 王崇 (嘉靖己丑進士)
王崇（1496年—1571年），字仲德，號麓泉，浙江金華府永康縣人，民籍，明朝政治人物。嘉靖己丑進士，官至兵部左侍郎，總督湖廣川貴軍務。

## 生平
嘉靖四年（1525年）乙酉科浙江鄉試第四十三名舉人。嘉靖八年（1529年）中式己丑科會試第二名，登三甲進士。九年七月授吏科給事中，十一年四月升吏科右，八月升禮科左，直言不避權貴。十二年五月出為廣東僉事。因父喪去職。守喪期滿，補河南僉事，升河南右參議，二十三年正月轉山西副使，備兵井陘。
嘉靖二十六年（1547年），轉湖廣參政，陞貴州按察使，又因母喪去官。服闕，補山東按察使，歷轉山西左右布政使，三十二年十二月升都察院右副都御史，巡撫山西。三十三年十一月加升兵部右侍郎兼右佥都御史。三十四年二月山西捕获虏谍白世杰马元及潘云等十九人，诏升巡抚都御史王崇为兵部左侍郎兼右副都御史，以军功荫子秉铨为国子生。三十五年六月召回部管事。嘉靖三十六年（1557年），西南苗族起事，朝廷命王崇總督湖廣川貴軍務，兩年後平亂，廕一子。嘉靖三十八年（1559年），被戶科給事中劉一麟參劾其虛報戰功，革職為民。卒於家。

## 著作
有《麓泉文集》行世。

## 家族
曾祖王肇護，七品散官；祖父王福，曾任壽官；父王科，母李氏。具庆下。